# Нурински район
Нурински район (на казахски: Нұра ауданы) е съставна част на Карагандинска област, Казахстан, с обща площ 46 430 км2 и население 22 307 души (по приблизителна оценка към 1 януари 2020 г.).
Административен център е град Киевка.